# 거제 장평 유림 노르웨이숲 아파트
거제 장평 유림 노르웨이숲 아파트(영어: Geoje Jangpyeong Yurim Norway Forest Apartments)는 대한민국 경상남도 거제시 장평동에 위치하고 있다.
2017년 1월 26일 공사 도중 화재가 발생했다.

## 같이 보기
- 대한민국의 마천루 목록
- 경상남도의 마천루 목록
- 거제시의 마천루 목록